# Westo
Die Westo waren ein Stamm indigener nordamerikanischer Ureinwohner, der bis ins 17. Jahrhundert an der Ostküste der heutigen Vereinigten Staaten lebte. Es ist nicht bekannt, welche Sprache sie sprachen; vermutet wird, dass sie sich mit einer Sprache aus der Sprachfamilie der Irokesen verständigten. Die spanischen Kolonisten bezeichneten die Westo als Chichimeco, die europäischen Siedler in Virginia nannten sie die Richahecrian. Erstmals erwähnt werden sie als mächtiger Stamm in den Urkunden der Kolonie und Dominion von Virginia.
Der Anthropologe Marvin T. Smith geht davon aus, dass die Westo eine Gruppe Erie-Indianer waren, die ursprünglich südlich des Eriesees gelebt hatten, bis sie durch die Biberkriege in den Jahren 1654 bis 1656 gezwungen wurden, nach Süden zu wandern. Als Virginia sich ausdehnte, migrierten die Westo kurz vor der Gründung South Carolinas 1670 südlich in die Nähe von Savannah Town am Savannah River. Die Westo waren bis zu ihrer vollständigen Vernichtung im Jahre 1680 die bedeutendste militärische Macht der Region.

## Geschichte
Virginia baute eine Handelsbeziehung zu den Westo auf, die Kolonisten tauschten Feuerwaffen gegen indigene Sklaven. Als die Westo an den Savannah River kamen, wurden sie schnell für ihre militärische Macht und die Überfälle bekannt, die sie verübten, um Sklaven zu rauben. Vor ihrem Untergang zerstörten die Westo die spanischen Missionsprovinzen Guale und Mocama. Die Handelsbeziehung zwischen der Kolonie und den Westo bedeutete allerdings nicht, dass die Indianer des Stammes den South Caroliniern freundlich gegenüberstanden. 1673 griffen die Westo sowohl die Cusabo als auch die Kolonie Carolina an. Bis Ende des Jahres 1674 waren die Kolonisten auf die Esaw (‘Fluss-Volk’), einer Gruppe der später allgemein als Catawba bezeichneten Stämme als ihre Verteidiger angewiesen, im Dezember besuchten schließlich einige Westo Henry Woodward und schlossen Frieden. Nachdem die Westo Woodward in ihren Dörfern begrüßten, Geschenke austauschten und ihre Freundschaft bekräftigten, entwickelte sich aus dem Frieden eine Allianz.
Zwischen 1675 und 1680 florierte der Handel zwischen den Westo und der Kolonie. Die Indianer versorgten Carolina mit Sklaven, die sie bei verschiedenen Stämmen der Region einfingen, darunter auch bei den mit den spanischen Kolonisten verbündeten Stämmen der Guale und der Mocama; den Settlement Indians, die unter dem Schutz Carolinas standen und wahrscheinlich den Creek, Chickasaw sowie anderen Stämmen, die sich später zum Creek-Bund entwickelten.
Nachdem die Westo sich mit nahezu jedem Stamm der Region verfeindet hatten, hinderte die Allianz mit den Westo die Kolonie daran, weitere Bündnisse mit anderen Stämmen und Völkern einzugehen. Eine Gruppe der Shawnee migrierte in das Gebiet des Savannah River und traf sich mit den Westo, als gerade Henry Woodward unter ihnen weilte. Diese Gruppe wurde später als Savannah Indians bekannt. Woodward war Zeuge dieser ersten Begegnung zwischen den Shawnee und den Westo. Mit Hilfe von Zeichensprache warnten die Neuankömmlinge die Westo vor bevorstehenden Angriffen durch andere Stämme, wodurch sie das Wohlwollen der Westo gewannen, die sich auf den Angriff vorbereiteten.
Die Savannah traten später selbst an Woodward heran und bauten eine Beziehung auf, die letztlich zur Vernichtung der Westo führte. Durch den Handel mit den Savannah erkannten die Carolinier den Wert von Beziehungen, die über die Verbindung mit den Westo hinausgingen. Als 1679 Krieg zwischen den Westo und South Carolina ausbrach, standen die Savannah der Kolonie bei. Die Westo wurden 1680 besiegt und vernichtet, während die Savannah deren angestammtes Siedlungsgebiet und ihre Rolle als wichtigster indianischer Handelspartner der Kolonie übernahmen. Die meisten der überlebenden Westo wurden versklavt und auf die Zuckerplantagen in Westindien verschifft.
Einige der Westo entkamen vermutlich der Vernichtung und lebten weiterhin in der Region. Eine Landkarte unbekannter Herkunft aus dem Jahre 1715 zeigt die indianischen Dörfer in einer Zeitspanne zwischen etwa 1691 und 1715, gerade als die frühen Creek-Gesellschaften vom Chattahoochee River an die Flüsse Ocmulgee and Oconee gezogen waren. Auf der Karte wird ein Dorf oberhalb des Zuflusses des Towaliga River in den Ocmulgee als „Westas“ bezeichnet. Es ist eines mehrerer Dörfer in einer Gruppe nahe der wichtigen Lower-Creek-Siedlung „Coweta“. Auf späteren Karten erscheint Westo als Bezeichnung nicht mehr. Wie viele andere indianische Gruppen von Flüchtlingen, gingen die überlebenden Westo vermutlich in der neu entstehenden Konföderation der Creek auf.